# Марија Палеологина (сестра цара Михаила VIII)
Марија Палеолог, удата Тарханиот, позната и по монашком имену Марта, била је византијска племкиња из средине 13. века, старија сестра цара Михаила VIII Палеолога.
Марија је била најстарија ћерка великог доместика Андроника Палеолога и његове жене Теодоре Анђел Палеолог. Родена е около 1214 г. Пре 1237. године, већ је била удата за будућег великог доместика Нићифора Тарханиота, коме је родила четворо деце:
- Андроник Тарханиот (рођен вероватно 1238)[3]
- Михаило Тарханиот (око 1249 – 1284)[4]
- Јован Тарханиот[3]
- Теодора Тарханиот[5]

По свој прилици, Марија је била око 10 година старија од свог брата Михаила, будућег цара Михаила VIII Палеолога. Након преране смрти њихове мајке Теодоре, која је умрла убрзо након рођења свог најмлађег сина, Марија је преузела бригу о својој још младој браћи. Георгије Пахимер извештава да је мали Михаило одведен у дом своје сестре Марије, која се бринула о њему и била му као мајка. Михаилов боравак у дому Тарханиота је вероватно био кратак, с обзиром да је у типику манастира Светог Михаила у Светој гори Ауксентији (Оксија) Михаило Палеолог извештава да је рано примљен у палату, где је одрастао под старатељством цар Јован III Дука Ватаца.
Почетком 1258. године, Марију Палеолог је пред царем Теодором II Ласкарисом оптужио за вештичарење њен зет Василије Каваларије. Каваларије, кога је цар оженио Маријином ћерком након што је раскинуо Теодорину ранију веридбу са Валанидиотом, оптужио је своју ташту да користи чини како би га спречила да испуни своје брачне дужности у кревету. То се догодило у последњим месецима царевог живота, чија га је прогресивна болест учинила изузетно осетљивим на све што је у вези са магијом. У страху да би и његова болест могла бити последица њених чини, цар је наредио да се Марија мучи како би извукао признање које је оптуживало за враџбину. Нагу су је стрпали у врећу са раздраженим и изгладнелим мачкама, које су људи споља боцкали дугим штаповима. Уплашене и разјарене животиње измрцвариле су Маријино лице и тело, наневши јој велику патњу, али се она ипак изјаснила да није крива и негирала све оптужбе на свој рачун.  Међутим, цар је случај Марије искористио као изговор за хапшење њеног брата Михаила Палеолога, коме није веровао и за кога је сумњао да припрема побуну. Михаило, који се у то време налазио у Солуну, одакле је водио поход на Македонију, ухапшен је и бачен у тамницу, али га је цар касније пустио, подсетивши га на његову наклоност и чак га поставио за заштитника царске породице. Због онога што је претрпела због Каваларија, Марија је касније замолила свог брата, сада цара, да раскине брак њене ћерке са Василијем Каваларијем, а цар јој је испунио жељу: развео га од сестричине и удао је за Валанидиота, којег је уздигао у чин. великог стратопаедарха.
Крајем 1259. године Михаило Палеолог, већ савладар и старатељ малолетног цара Јована IV Дуке Ласкариса, поверио је својој сестри Марији бригу о малолетном цару Јовану IV док су настављене припреме за званично крунисање у Никеји.
Око 1265 – 1266. године, Марија и њен муж су се замонашили, а Марија је добила име Марта. Заједно са својим мужем основала је у Цариграду манастир Свете Богородице Памакаристос. Маријино монаштво се догодило непосредно пре другог уклањања патријарха Арсенија Ауторијана са патријаршијског трона, што је изазвало раскол између његових присталица и присталица новог патријарха. Георгије Пахимер извештава да је Марија била ватрени присталица свргнутог патријарха и да се, као и њена сестра Евлогија, нашла у опозицији према свом брату у погледу његове политике према Арсенитима. Тако је, на пример, Марија-Марта примила под своје покровитељство монаха Арсенита Јоакинта и чак га тајно снабдевала храном.
После смрти Нићифора Тарханиота, Марија-Марта је основала у Цариграду женски манастир „Кира Марта“, где је провела последње године свог живота. Умрла је после 1267. године.